# Tommy, the Canvasser
Tommy, the Canvasser (o Commy, the Canvasser) è un cortometraggio muto del 1911 prodotto dalla Essanay di Chicago. Il nome del regista non viene riportato nei credit del film che segna il debutto sullo schermo di John Steppling, un attore di origine tedesca che, nella sua carriera durata fino al 1932, avrebbe interpretato oltre duecento e cinquanta pellicole.

## Produzione
Il film fu prodotto dalla Essanay Film Manufacturing Company.

## Distribuzione
Distribuito dalla General Film Company, il film - un cortometraggio di 160 metri conosciuto anche con il titolo Commy, the Canvasser - uscì nelle sale cinematografiche USA il 1º agosto 1911. Nelle proiezioni, veniva programmato con il sistema dello split reel, accorpato in un'unica bobina con un altro cortometraggio prodotto dall'Essanay, la commedia The Spender Family.